# Spritz (cocktail)
Un spritz este un cocktail italian pe bază de vin, servit în mod obișnuit ca băutură aperitivă în Italia. Conține Prosecco, bitter digestiv și sifon.
Versiunea tradițională, cunoscută sub numele de Spritz veneziano (italiană: [ˈsprits venetˈtsjaːno]), folosește Select ca bitter și își are originile în Veneția în 1920. Variantele populare includ spritz Campari, care folosește Campari, și Aperol spritz, care folosește Aperol ca bitter.
Din 2011, spritz este un cocktail oficial IBA, listat inițial ca „spritz veneziano”, apoi pur și simplu ca „spritz”. Spritz-ul a devenit foarte popular în afara Italiei în anii 2010, iar Aperol spritz a fost clasat pe locul al nouălea ca cel mai bine vândut cocktail din lume în 2019 de site-ul Drinks International.

## Istorie
Spritz-ul a fost creat în perioada dominației habsburgice în regiunea Veneto, în anii 1800, sub Regatul Lombardiei-Veneția. Soldații, dar și diverșii negustori, diplomați și angajați ai Imperiului Habsburgic în Veneto s-au obișnuit rapid să bea vin local în taverne, dar nu erau familiarizați cu varietatea largă de vinuri din Veneto, iar conținutul de alcool era mai mare decât erau obișnuiți. Nou-veniții au început să le ceară gazdelor locale să stropească (spritzen, în germană) cu puțină apă vinul pentru a-l face mai ușor; adevăratul spritz original era compus din vin alb spumant sau vin roșu diluat cu apă.
Între anii 1920 și 1930, în Veneția sau în Padova, spritz-ul a fost combinat cu bitter-ul local (băut, de obicei, cu sifon și gheață). Aperol a fost creat la Padova în 1919 și Select la Veneția în 1920. Se presupune că rețeta originală a rămas neschimbată de-a lungul timpului, dar abia în anii 1970 a fost stabilită rețeta modernă de spritz, cu Prosecco în loc de vin. De-a lungul anilor, băutura „a evoluat” cu o varietate de adaosuri posibile, cum ar fi un sortiment de lichior sau un bitter, precum China Martini sau Cynar, cu coajă de lămâie înăuntru.

## Rețetă

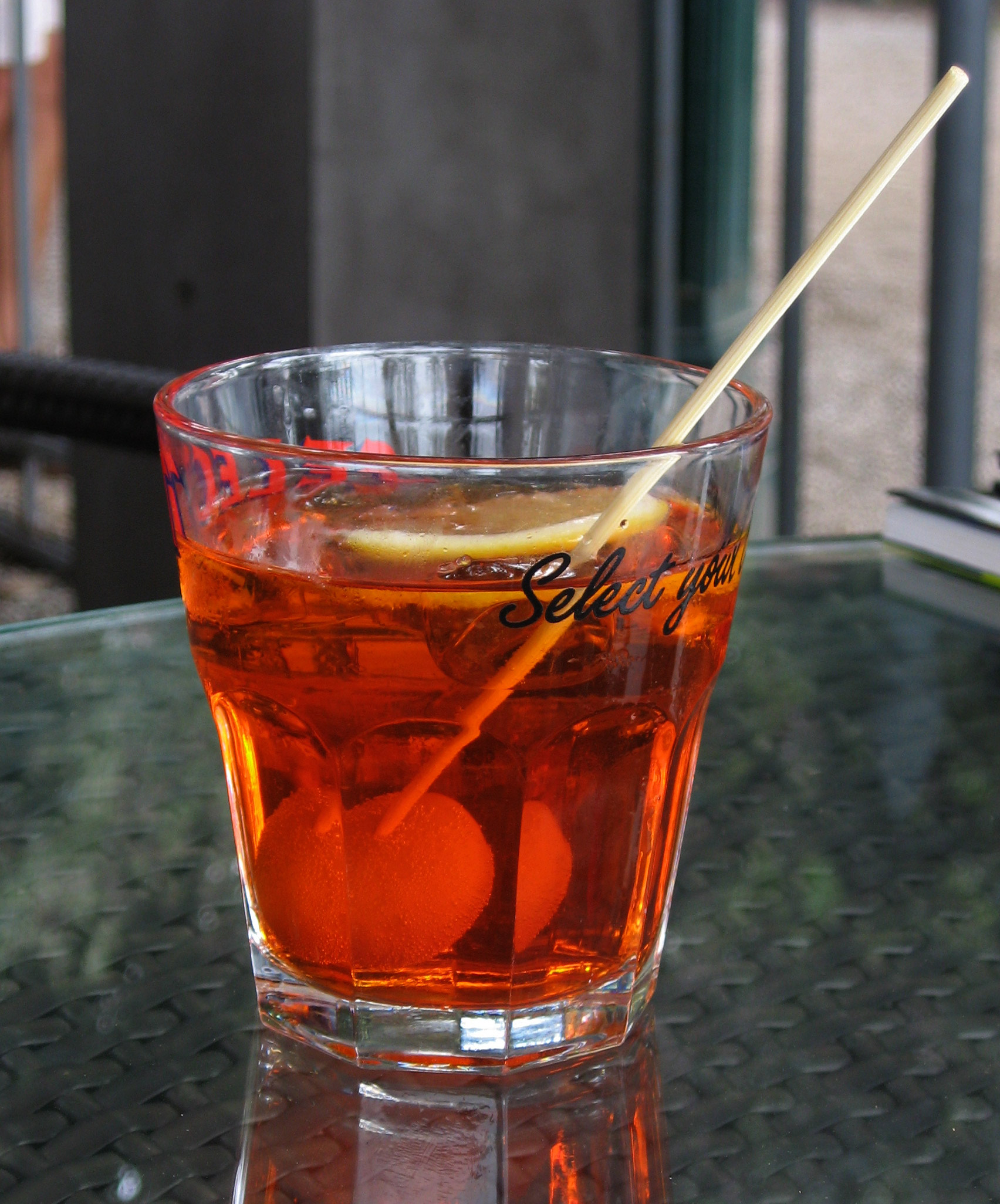
Un Aperol spritz, servit la Veneția

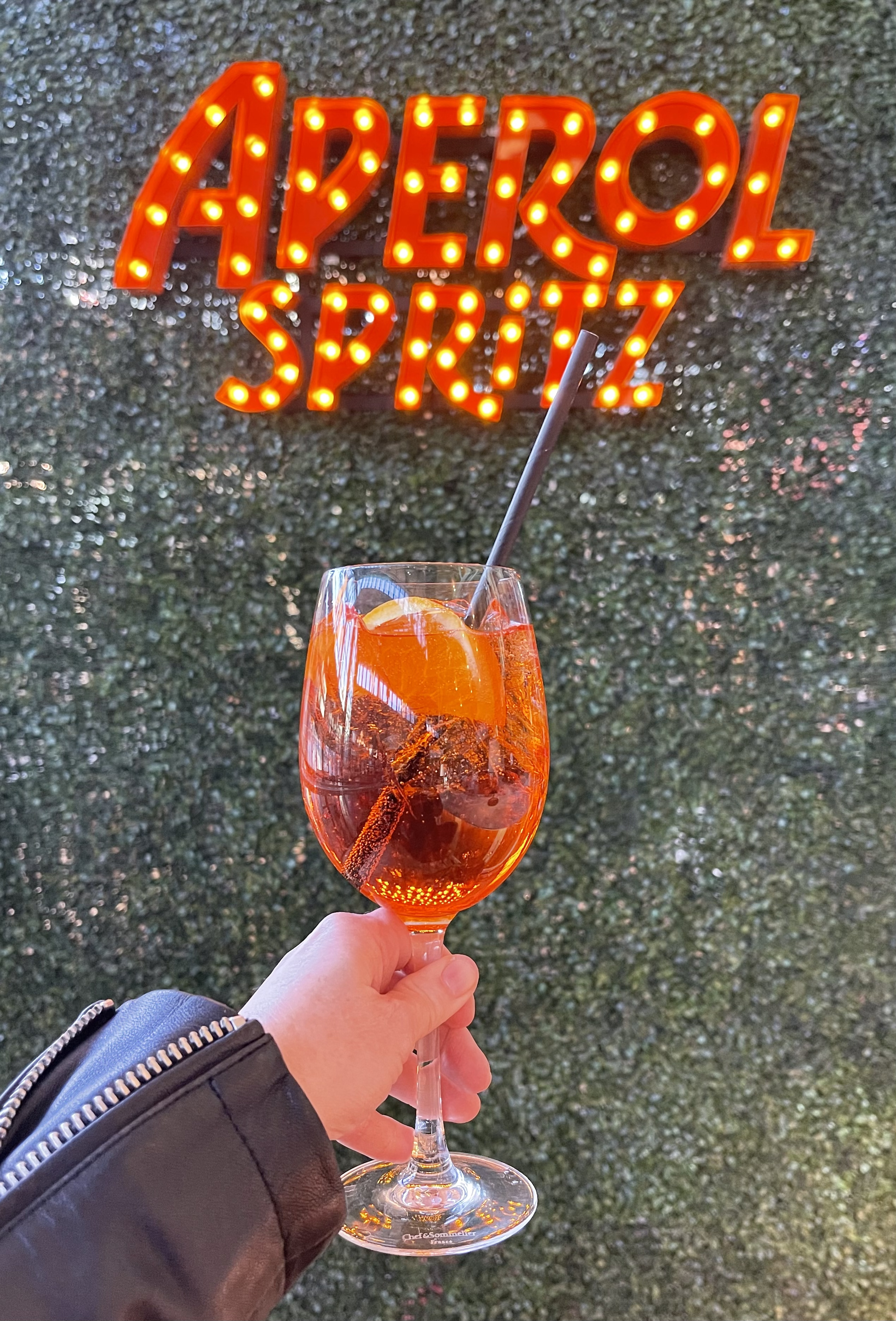
Un Aperol spritz la Eataly din Las Vegas

În general, băutura este preparată cu Prosecco, bitter precum Aperol, Campari, Cynar sau, mai ales la Veneția, Aperitivo Select, apoi paharul este completat cu puțină apă minerală (mai des sifon). De obicei se servește cu gheață într-un pahar de vin sau rocks și se ornează cu o felie de portocală, sau uneori cu o măslină, în funcție de bitter.
Spritz-ul venețian original include:
- 75 ml Prosecco;
- 50 ml Select;
- 25 ml sifon;
- o măsline verde.

Spritz-ul include:
- 1/3 vin alb spumant (de obicei Prosecco)
- 1/3 bitter (Select, Aperol sau Campari);
- 1/3 apă minerală sau sifon.

Rețeta oficială a IBA include: 
- 90 ml Prosecco;
- 60 ml Aperol (există și alte versiuni de spritz care folosesc Campari, Cynar sau Select);
- puțin sifon.

Nu există o rețetă unică pentru spritz, acesta fiind preparat cu ingrediente diferite în diverse orașe și localități, ceea ce înseamnă că conținutul de alcool variază considerabil. Un numitor comun este prezența vinului alb spumant și al apei, restul fiind alcătuit dintr-o mare varietate de băuturi alcoolice, uneori amestecate, dar cu o regulă nescrisă de a păstra culoarea roșie/portocalie a cocktailului. În final, se adaugă o felie de lămâie, portocală sau o măslină și câteva cuburi de gheață.

## Variante
- Spritz Bianco (în traducere: spritz alb) – obținut din vin alb și sifon și, precum vechiul Spritzer, este popular mai ales în Friuli-Veneția Giulia;[20]
- Istrian Aperol spritz – folosește teranino (un lichior preparat din vinul Teran din Istria, Croația[21]) în loc de Prosecco;[22]
- Italicus spritz – folosește Italicus, un lichior pe bază de bergamotă.[23]